# Соціологія знань
Соціологія знання (англ. Sociology of knowledge) — теоретична область соціології, що вивчає з різних теоретико-методологічних позицій проблематику соціальної природи знання.
У сферу інтересів соціології знання входить аналіз соціальної природи знання (соціологія знання у вузькому сенсі); мислення, його історичного розвитку (соціологія мислення), когнітивних систем та пізнавальної діяльності суспільства (соціологія пізнання) та підстави соціології (соціологія соціології).
Таким чином, соціологія знання є метатеоретичною областю, не вкладається у традиційні галузі соціології.

## Історія соціології знання
Поява соціології знання та її вихід на метатеоретичну область в кінці XIX століття були пов'язані з кризою класичного європейського раціоналізму. Перший час дана дисципліна розвивалася в філософському контексті, і не вважалася соціологічною дисципліною, а сам термін «соціологія знання» був введений лише в 1920-ті роки німецьким філософом Максом Шелером.
Другим основоположником соціології знання є Карл Маннгейм, який показав соціально-історичну обумовленість мислення в роботі Ідеологія і утопія. Феноменологічне трактування соціології знання належить Пітеру Бергеру та Томасу Лукману.